# .sj
.sj é um domínio de topo de código de país (ccTLD) reservado para a designação Svalbard e Jan Mayen. A responsável pelo registro e patrocinadora é a Norid. A emissão do domínio foi baseada na designação ISO 3166 de Svalbard e Jan Mayen, que consiste em dois territórios integrados administrados separadamente da Noruega: o arquipélago ártico Svalbard e a ilha vulcânica quase desabitada Jan Mayen. .sj foi designado em 21 de agosto de 1997, ao mesmo tempo em que a Ilha Bouvet teve o domínio .bv alocado. Ambos foram colocados sob o registro .no da Norid. A política norueguesa afirma que .no é suficiente para as instituições conectadas a Svalbard e Jan Mayen e, portanto, o domínio não está aberto para registro. É política norueguesa não comercializar recursos de domínio; portanto, não há planos de vendê-lo. Se .sj mais tarde entrar em uso, estará sob a regulamentação da Autoridade Norueguesa de Correios e Telecomunicações e seguirá a mesma política que o domínio .no.

## História
Svalbard e Jan Mayen são dois territórios integrados da Noruega com um status especial (área não incorporada). O Tratado de Svalbard concede à Noruega total soberania de Svalbard, mas o arquipélago possui, entre outras coisas, uma zona econômica livre e não faz parte do Espaço Econômico Europeu e do Acordo de Schengen. Jan Mayen é uma ilha vulcânica quase despovoada no Oceano Atlântico e é uma parte totalmente integrada da Noruega. Durante o estabelecimento dos códigos ISO 3166, foi proposto que Svalbard tivesse seu próprio código, mas as autoridades norueguesas optaram por incluir também Jan Mayen na área. Seguindo os códigos ISO, .sj foi alocado em 21 de agosto de 1997, ao mesmo tempo que .bv foi alocado.
Em junho de 2015, o cientista de computação norueguês Håkon Wium Lie e o Partido da Esquerda Socialista propuseram o uso do domínio .sj, assim como o .bv, como refúgios gratuitos on-line. A proposta visa proteger tanto as autoridades norueguesas quanto os dissidentes estrangeiros da vigilância.

## Política
.sj é gerenciado pela Norid, que é sediada em Trondheim, que também é a registradora de nomes de domínio para .no e .bv (este último inativo). Norid é uma empresa limitada de propriedade da Uninett, que é de propriedade do Ministério da Educação e Pesquisa da Noruega. O direito legal de gerenciar os domínios é duplo, com base em um contrato com a IANA e em regulamentos de acordo com a Lei das Telecomunicações, que é supervisionada pela Autoridade Norueguesa de Correios e Telecomunicações, sediada em Lillesand.
A política para o uso de .sj é regulada pelo Regulamento Referente a Nomes de Domínio nos Domínios de Nível Superior do Código de País Norueguês, também conhecido apenas como Regulamento de Domínio. Este regulamento também regula os outros dois ccTLDs da Noruega, .no e .bv. Caso .sj entre em uso, as mesmas regras e procedimentos utilizados para .no serão usados para .sj.